# اکوایر
اکوایر (انگلیسی: Acquire) شرکت بازی ویدئویی ژاپنی است، که در سال ۱۹۹۴ تأسیس شد.